# Phaedinus martii
Phaedinus martii är en skalbaggsart som först beskrevs av Perty 1832.  Phaedinus martii ingår i släktet Phaedinus och familjen långhorningar. Inga underarter finns listade i Catalogue of Life.